# François Gabriel Pierre Jaubert
François Gabriel Pierre Jaubert (Perpignan, 16 janvier 1903-Saigon, 29 janvier 1946), est un officier de marine français.

## Biographie
Il entre à l'École navale en octobre 1922 et en sort enseigne de vaisseau de 2e classe en octobre 1924. En 1925, il sert sur le croiseur Jules-Michelet à la division navale d'Extrême-Orient.
Enseigne de 1re classe (octobre 1926) sur la canonnière fluviale Doudart-de-Lagrée à la flottille du Yang-Tseu-Kiang, il est breveté fusilier en décembre 1928 et commande en 1929 une compagnie de débarquement sur le croiseur Mulhouse. Lieutenant de vaisseau (septembre 1930), il embarque sur l'aviso Aldébaran (1931) et fait campagne en Indochine et dans le Pacifique.
En 1934, il commande la compagnie de débarquement du croiseur Suffren puis devient en septembre 1936, professeur à l’École des fusiliers marins de Lorient.
Il commande en 1938 la canonnière Balny à la station du Yang-Tseu-Kiang puis en second le torpilleur Baliste (juillet 1940). Promu capitaine de corvette (novembre 1940), il est le chef de la section d'Extrême-Orient au 2e bureau de l'amirauté en décembre 1940 puis est nommé au commandement de la marine à Djibouti (mai 1942).
Commandant en second de l'aviso D'Iberville (septembre 1942), il travaille en 1943 au Centre de recherches scientifiques de Marseille en tant que chef du laboratoire d'acoustique des ultrasons.
Capitaine de frégate (juin 1944), il organise et constitue en novembre la brigade maritime d'Extrême-Orient dont il prend le commandement et avec laquelle il prend part efficacement aux premières victoires des opérations de Cochinchine de fin 1945.
Il dirigeait une mission devant Than Uyên lorsqu'il fut grièvement blessé le 25 janvier 1946. Il meurt trois jours plus tard à l'hôpital de Saïgon.
Enterré dans un premier temps à Saïgon, il fut rapatrié et est inhumé à Ponteilla.

## Récompenses et distinctions
- Officier de la Légion d'honneur à titre posthume, décret du 27 août 1946.
- Croix de guerre avec palme (27 août 1946).
- Un groupe de commandos marine porte son nom.
- Son nom est inscrit sur le Monument aux morts de Ponteilla.
- Un square d'Arcachon a été nommé en son honneur[1].